# (1294) Antwerpia
(1294) Antwerpia – planetoida z pasa głównego asteroid okrążająca Słońce w ciągu 4 lat i 152 dni w średniej odległości 2,69 au. Została odkryta 24 października 1933 w Observatoire Royal de Belgique w Uccle przez Eugène’a Delporte. Nazwa planetoidy pochodzi od belgijskiego miasta Antwerpia. Przed nadaniem nazwy planetoida nosiła oznaczenie tymczasowe (1294) 1933 UB1.